# أندي كينيدي (مدرب كرة سلة)
أندي كينيدي (بالإنجليزية: Andy Kennedy)‏ هو مدرب كرة سلة أمريكي، ولد في 13 مارس 1968 في لويزفيل في الولايات المتحدة.

## وصلات خارجية
- أندي كينيدي على موقع كلية كرة السلة في سبورتس رفرنس.كوم (الإنجليزية)
- أندي كينيدي على موقع كلية كرة السلة في سبورتس رفرنس.كوم (الإنجليزية)

- أندي كينيدي على موقع إن إن دي بي (الإنجليزية)